# Ломово (Белгородская область)
Ломово — село в Корочанском районе Белгородской области, административный центр Ломовского сельского поселения.

## География
Село Ломово расположено в срединной части Белгородской области, в междуречье Разумной и Кореня (бассейна Северского Донца), в 16 км к юго-западу по прямой от районного центра, города Корочи, в 22,6 км по прямой к северо-востоку от северо-восточных окраин города Белгорода. Ближайшие населённые пункты: село Хрящевое, непосредственно примыкающее с востока, хутор Гремячее, непосредственно примыкающий с юга.

## История
Во времена Белгородской черты (1600-е годы) деревня Ломово «относилась к дворцовой волости». Крестьяне Ломова были некогда крепостными монастыря. Крестьяне Новой Слободы, Коренька, Заячьего и Ломова «после о свобождения от крепостной монастырской зависимости, получили, …надел в одной даче… С течением времени, когда население в этих первоначальных поселках возросло и увеличилось в числе и стала ощущаться теснота в земле, отдельные домохозяева выселились из слобод… Так, к половине 1850-х годов на крестьянской даче образовалось… ещё девять новых хуторов. X ревизия застала …13 поселков, расселение это продолжалось и после X ревизии и закончилось только к половине 1860-х годов».
Перепись 1885 года: Корочанского уезда Ново-Слободской волости село Ломово — 328 дворов. Без земельного надела — 10 дворов; в Ломово — 16 «промышленных заведений», 2 торговых лавки и кабак. Грамотных: 62 мужчины и 2 женщины.
В 1876 году открылась Ломовская школа — деревянное здание «построено специально для школы на средства местного общества, помещается на выгоне, близ церкви». В школу ходили только дети из Ломова.
В 1932 году село Ломово — центр сельского совета: село, 2 деревни (Гремячье и Полянка) и 4 хутора. С годами число населенных пунктов в Ломовском сельсовете увеличилось вдвое.
В 1997 году село Ломово — центр Ломовского сельского округа (2 села, 3 хутора) в Корочанском районе.

## Население
X ревизия (1857—1859 годы) записала в Ломове «703 души мужского пола».
По переписи 1885 года в Ломове было 2009 жителей (1035 мужчин и 974 женщины).
В 1890 году в Ломове — 2190 жителей (1204 мужчины и 986 женского пола).
В 1932 году село Ломово насчитывало 2024 жителя.
В 1979 году в Ломове было 777 жителей, в 1989 году — 896 (417 мужчин и 479 женщин). В 1997 году в Ломове было 328 личных хозяйств, 927 жителей.
| 2002 | 2010 |
| ---- | ---- |
| 913  | ↘904 |

## Инфраструктура
По состоянию на 1997 год в Ломове — средняя школа, Дом культуры, библиотека, почтовое отделение.

## Интересные факты
В 1883 — 84 учебном году в Ломовской школе было 3 группы: в 1-й 30 мальчиков и 5 девочек, во 2-й 26 мальчиков и в 3-й 9 мальчиков. Занятия вела учительница, окончившая за 2 года до того женскую прогимназию.